# أرت توريس
أرت توريس (بالإنجليزية: Arthur Torres)‏ هو سياسي أمريكي، ولد في 1946 في لوس أنجلوس في الولايات المتحدة. حزبياً، نشط في الحزب الديمقراطي. وقد انتخب عضو مجلس ولاية كاليفورنيا وانتخب عضو جمعية ولاية كاليفورنيا.